# رافاييل باوتيستا
رافاييل باوتيستا (بالإسبانية: Rafael Bautista)‏ هو مدرب كرة قدم مكسيكي، ولد في 7 أكتوبر 1965م في مدينة مكسيكو في المكسيك.